# الرجل الثاني (فلم)
الرجل الثاني هو فيلم مصري أُصدر عام 1959، بطولة سامية جمال وصباح وصلاح ذو الفقار ورشدي أباظة، ومن إخراج عز الدين ذو الفقار.

## قصة الفيلم
عصمت كاظم هو الرجل الثاني في عصابة دولية بين القاهرة وبيروت متخصصة في تهريب العملات الأجنبية، ولا أحد يعرف من هو الرجل الأول. عصمت يعيش معظم وقته في ملهى ومن حوله عشيقته الراقصة سمرة التي لا تريد ذلك. يتنكر لابنته من سمرة وينسبها إلى عامله في الكاباريه. يقع في حب لمياء لكنها تتجاهل مشاعره وتقرر الزواج من رجل ثري. يصدر الرجل الأول أمرًا بقتل إبراهيم، شقيق لمياء، لأنه خرج عن طريقه ، فتبلغ لمياء الشرطة وتطلب معرفة من هم قتلة شقيقها. هنا يأتي ضابط الشرطة كمال الذي ينتحل شخصية شقيقها الثاني أكرم الذي يعيش في البرازيل، وتعود لمياء إلى الكباريه للعمل، مما بتسبب في منافسة مستمرة مع سمرة.  ينجح كمال في دخول عرين العصابة بصفته أكرم أخو لمياء، وبينما هو هناك بدأ يشعر بالحب تجاه لمياء ويبدو أنها تبادله الحب أيضا. بدافع الكراهية لعصمت بعد وفاة ابنتها، تساعد سمرة كمال في مطاردته للقبض على عصمت، لكن عصمت يلجأ إلى الرجل الأول ليقوم بتهريبه، لكن الرجل الأول يفاجئ عصمت بالقضاء عليه، فهو الوحيد الذي يعرفه وبالتالي يمثل أعظم خطر عليه. ثم يصل كمال في الوقت المناسب ويتمكن من القبض على الرجل الأول متلبسًا بقتل عصمت. ويفوز كمال أخيرًا بحب لمياء.

## فريق العمل
- إخراج: عز الدين ذو الفقار
- قصة وسيناريو: يوسف جوهر، عز الدين ذو الفقار
- حوار: يوسف جوهر
- مدير التصوير: وحيد فريد
- مونتاج: ألبير نجيب
- موسيقى تصويرية: أندريه رايدر
- إنتاج: عز الدين ذو الفقار، صلاح ذو الفقار
- المنتج المنفذ: صلاح ذو الفقار
- توزيع: الشرق لتوزيع الأفلام

## طاقم التمثيل
- سامية جمال بدور (سكينة الفقي/ سمرة)
- صباح بدور (لمياء سكر)
- صلاح ذو الفقار بدور (الضابط كمال/أكرم)
- رشدي أباظة بدور (عصمت كاظم "الرجل الثاني")
- صلاح نظمي بدور (حسام)
- محمود فرج بدور (عصفور)
- بدر نوفل بدور (درويش العطار / ديوارس)
- عبد الغني النجدي بدور (العمدة)
- قدرية قدري بدور (قدرية)
- جميل عز الدين بدور (أكرم سكر)
- وزة بدور (الطفلة منى درويش)
- نصر الدين مصطفى بدور (مدير المباحث)
- عبد العظيم كامل بدور (الدكتور)
- محمد صبيح بدور (رجل بوليس)
- عبد الخالق صالح بدور (شريف / الرجل الأول)
- حسين إسماعيل بدور (الشاويش محمد)
- حسن حامد بدور (كاميللو)
- حسين قنديل بدور (ضابط الجمارك)
- عبد المنعم إسماعيل بدور (رجل البدلة)
- أحمد غانم بدور (الساحر رابادار جاماهارا)
- طوسون معتمد بدور (شيال في الميناء)
- مختار السيد بدور (رجل الأوتوجراف)
- رشاد حامد بدور (محجوب)
- نجيب عبده بدور (ضابط الجمارك)
- سيد العربي بدور (من رجال العصابة)
- عبد المنعم بسيوني بدور (صاحب الأوتوجراف)
- شريف حمدي بدور (من رجال العصابة)

## أغاني الفيلم
غناء: صباح
- عطشانة

تاليف فتحي قورة، ألحان منير مراد
- آه من عينه

تاليف فتحي قورة، ألحان منير مراد
- قوللي أيوة

تاليف مأمون الشناوي، ألحان محمد الموجي

## روابط خارجية
- مقالات تستعمل روابط فنية بلا صلة مع ويكي بيانات